# Skoki do wody na Igrzyskach Azjatyckich 2018
Skoki do wody na Igrzyskach Azjatyckich 2018 – jedna z dyscyplin rozgrywana podczas igrzysk azjatyckich w Dżakarcie i Palembangu. Zawody odbyły się w dniach 28 sierpnia – 1 września w Gelora Bung Karno Sports Complex w stolicy Indonezji. Do rywalizacji w dziesięciu konkurencjach przystąpiło 87 zawodników z 14 państw.

## Uczestnicy
W zawodach wzięło udział 87 zawodników z 14 państw.
| Reprezentacja    | Liczba zawodników |
| ---------------- | ----------------- |
| Chiny            | 16                |
| Hongkong         | 4                 |
| Indie            | 2                 |
| Indonezja        | 9                 |
| Iran             | 2                 |
| Japonia          | 7                 |
| Katar            | 4                 |
| Korea Południowa | 8                 |
| Korea Północna   | 6                 |
| Makau            | 5                 |
| Malezja          | 11                |
| Singapur         | 8                 |
| Tajlandia        | 4                 |
| Uzbekistan       | 1                 |
| 14 reprezentacji | 87                |

## Medaliści
| Konkurencja                               | Złoto                    | Srebro                        | Brąz                             |           |
| Mężczyźni                                 | Mężczyźni                | Mężczyźni                     | Mężczyźni                        | Mężczyźni |
| ----------------------------------------- | ------------------------ | ----------------------------- | -------------------------------- | --------- |
| Trampolina jednometrowa                   | Peng Jianfeng            | Liu Chengming                 | Woo Ha-ram                       | [ 3 ]     |
| Trampolina trzymetrowa                    | Xie Siyi                 | Cao Yuan                      | Chew Yiwei                       | [ 4 ]     |
| Platforma dziesięciometrowa               | Yang Jian                | Qiu Bo                        | Woo Ha-ram                       | [ 5 ]     |
| Synchroniczna trampolina trzymetrowa      | Cao Yuan Xie Siyi        | Kim Yeong-nam Woo Ha-ram      | Sho Sakai Ken Terauchi           | [ 6 ]     |
| Synchroniczna platforma dziesięciometrowa | Chen Aisen Yang Hao      | Kim Yeong-nam Woo Ha-ram      | Hyon Il-myong Rim Kum-song       | [ 7 ]     |
| Kobiety                                   |                          |                               |                                  |           |
| Trampolina jednometrowa                   | Wang Han                 | Chen Yiwen                    | Kim Su-ji                        | [ 8 ]     |
| Trampolina trzymetrowa                    | Shi Tingmao              | Wang Han                      | Nur Dhabitah Sabri               | [ 9 ]     |
| Platforma dziesięciometrowa               | Si Yajie                 | Zhang Jiaqi                   | Kim Mi-rae                       | [ 10 ]    |
| Synchroniczna trampolina trzymetrowa      | Chang Yani Shi Tingmao   | Nur Dhabitah Sabri Ng Yan Yee | Kim Kwang-hui Kim Mi-hwa         | [ 11 ]    |
| Synchroniczna platforma dziesięciometrowa | Zhang Jiaqi Zhang Minjie | Kim Kuk-hyang Kim Mi-rae      | Leong Mun Yee Nur Dhabitah Sabri | [ 12 ]    |

## Tabela medalowa
| Pozycja | Reprezentacja    | Złoto | Srebro | Brąz | Razem |
| ------- | ---------------- | ----- | ------ | ---- | ----- |
| 1.      | Chiny            | 10    | 6      | 0    | 16    |
| 2.      | Korea Południowa | 0     | 2      | 3    | 5     |
| 3.      | Malezja          | 0     | 1      | 3    | 4     |
| 3.      | Korea Północna   | 0     | 1      | 3    | 4     |
| 5.      | Japonia          | 0     | 0      | 1    | 1     |
| Razem   | Razem            | 10    | 10     | 10   | 30    |